# Ioan Tămâian
Ioan Tămâian (n. 23 iunie 1954

) este un deputat român, ales în 2012 din partea Partidului Național Liberal.